# Üchtelhausen
Üchtelhausen é um município da Alemanha, situado no distrito de Schweinfurt, no estado da Baviera. Tem 62,15 km² de área, e sua população em 2019 foi estimada em 3.812 habitantes.